# Guido Crosetto
Guido Crosetto (19 de setembro de 1963) é um empresário e político italiano. Atualmente assume as funções de Ministro da Defesa, no governo de Giorgia Meloni e Secretário-Geral do Partido Fratelli d'Italia. Antes de ser secretário-geral, assumiu as funções de Presidente no FdI.

## Biografia
Guido Crosetto vem de uma família de empresários de Cuneo, no Piemonte. Devido à morte do pai, Crosetto não conseguiu terminar os estudos de economia na Universidade de Torino, que frequentava. Ainda na universidade, tornou-se membro da ala jovem da Democracia Cristã (DC) e em 1988, aos 25 anos, tornou-se assessor económico do primeiro-ministro Giovanni Goria.

## Carreira Política
De 28 de maio de 1990 a 14 de junho de 2004, Crosetto foi presidente da Câmara de Marene, um pequeno vilarejo perto de Cuneo onde mora, por três vezes. Em 1999, foi candidato à presidência da província de Cuneo, como independente próximo à coalizão de centro-direita. Chegou às urnas contra o candidato cessante do centro-esquerda, o ex-democrata cristão Giovanni Quaglia, mas perdeu. Exerceu o cargo de vereador provincial de Cuneo de 1999 a 2009, ocupando o cargo de líder do grupo Forza Italia (FI), movimento político de centro-direita filiado ao Partido Popular Europeu (EPP), fundado pelo bilionário e magnata da mídia Silvio Berlusconi e ao qual ingressou em 2000. Ele presidiu a conferência de prefeitos da Savigliano-Saluzzo-Fossano ASL de 1993 a 1997.
Nas eleições gerais italianas de 2001, foi eleito para a Câmara dos Deputados pelo Forza Italia pelo distrito uninominal de Alba , obtendo 49% dos votos. Crosetto foi reeleito nas eleições de 2006 e em 2008 ingressou no novo partido de Berlusconi, O Povo da Liberdade (PdL), com o qual foi eleito novamente para a Câmara. Crosetto atuou como subsecretário de Estado no Ministério da Defesa da Itália no quarto governo de Berlusconi, de 2008 a 2011.

## Fundador do Fratelli d'Itália
Após a renúncia de Berlusconi em novembro de 2011, Crosetto criticou a formação do novo gabinete liderado pelo economista pró-austeridade Mario Monti. Em dezembro de 2012, fundou o Fratelli d'Italia (FdI), partido nacional conservador de oposição ao PdL e ao governo Monti, com Giorgia Meloni e Ignazio La Russa. De 20 de dezembro de 2012 a 4 de abril de 2013, Crosetto atuou como presidente do partido.
Como candidato ao Senado da República, Crosetto não conseguiu ser eleito nas eleições gerais de 2013 , porque os votos do FdI não ultrapassaram o limite estabelecido em 3% pela lei eleitoral conhecida como Porcellum. No ano seguinte, Crosetto concorreu às eleições para o Parlamento Europeu de 2014 por Itália, mas não foi eleito porque mais uma vez os votos do FdI não ultrapassaram o limite estabelecido em 4% para as eleições europeias na Itália. No mesmo dia, Crosetto concorreu nas eleições regionais do Piemonte de 2014 como candidato a governador pelo FdI e concorreu sozinho fora da coalizão de centro-direita liderada pelo FI de Berlusconi. Nesta eleição, a Lega Nord (LN), de Matteo Salvini, aliou-se à FI contra a FdI, apoiando a candidatura de Gilberto Pichetto Fratin. Na eleição, Crosetto chegou à quarta colocação, obtendo 5,2% dos votos. Após as derrotas nas eleições de 2014, Crosetto aposentou-se da política em setembro de 2014 e Salvini aproximou-se do FdI de Giorgia Meloni porque, sem Crosetto, o partido moveu-se ainda mais à  direita.
Crosetto voltou à política quando a deputada Daniela Santanchè, empresária de direita e ex-integrante do PdL e FI na Lombardia, ingressou no FdI de Meloni em dezembro de 2017. Crosetto e Santanchè no FdI representaram as pequenas e médias empresas do norte da Itália no Eleições gerais italianas de 2018 e tornaram-se, respectivamente, deputados na Câmara dos Deputados e do Senado da República porque o apoio eleitoral do partido aumentou, superando 4,3% dos votos em nível nacional, pela primeira vez. No entanto, Crosetto renunciou a 13 de março de 2019 para continuar a sua carreira empresarial, e depois de dois dias o seu antigo assento foi atribuído à primeira candidata da lista de não eleitos nas eleições gerais de 2018, a empresária e membro do FdI Lucrezia Mantovani. Em abril e maio de 2019, como porta-voz não candidato do partido, Crosetto ajudou Meloni na campanha para a eleição do Parlamento Europeu de 2019 na Itália e a FdI, que se tornou membro dos Conservadores e Reformistas Europeus (ECR), aumentou o seu apoio eleitoral, superando pela primeira vez 6,4% dos votos a nível nacional.

## Ministro da Defesa de Itália
Em 2022, uma eleição antecipada foi convocada após a crise do governo italiano de 2022, que levou à queda do governo de unidade nacional de Mario Draghi. Nestas eleições o Fratelli d'Italia tornou-se o maior partido do país, obtendo mais de 26% dos votos e a coalizão de centro-direita obteve uma clara maioria em ambas as casas. Crosetto não concorreu na eleição, no entanto, ele fez campanha para FdI e para a sua líder, Giorgia Meloni. A 22 de outubro de 2022, Crosetto foi nomeado Ministro da Defesa no governo liderado pela própria Meloni, que se tornou a primeira mulher a ocupar o cargo de primeira-ministra da Itália.

Como ministro, Crosetto tornou-se um dos maiores defensores da Ucrânia contra a invasão russa. Em fevereiro de 2023, ele afirmou que a resistência ucraniana era "uma batalha pela liberdade, uma batalha pelo direito internacional, uma batalha pela Europa". Além disso, ele acrescentou que o apoio militar da OTAN ao governo de Volodymyr Zelenskyy impediu a eclosão da Terceira Guerra Mundial, que teria sido inevitável se "os tanques russos chegassem a Kiev". Devido às suas declarações, Crosetto tem sido frequentemente alvo de ataques de membros do governo e da elite russa. O ex-presidente Dmitry Medvedev rotulou-o como um "tolo", Yevgeny Prigozhin, fundador do Grupo Wagner, insultou-o fortemente. Em 15 de março, o jornal italiano Il Foglio informou que o Grupo Wagner colocou uma recompensa de 15 milhões de euros em Crosetto.